# 117565 Alanstrauss
117565 Alanstrauss è un asteroide della fascia principale. Scoperto nel 2005, presenta un'orbita caratterizzata da un semiasse maggiore pari a 2,786656 UA e da un'eccentricità di 0,088481, inclinata di 13,199507° rispetto all'eclittica. Ha un diametro di 3,325 km.